# Nostra Signora de La Salette

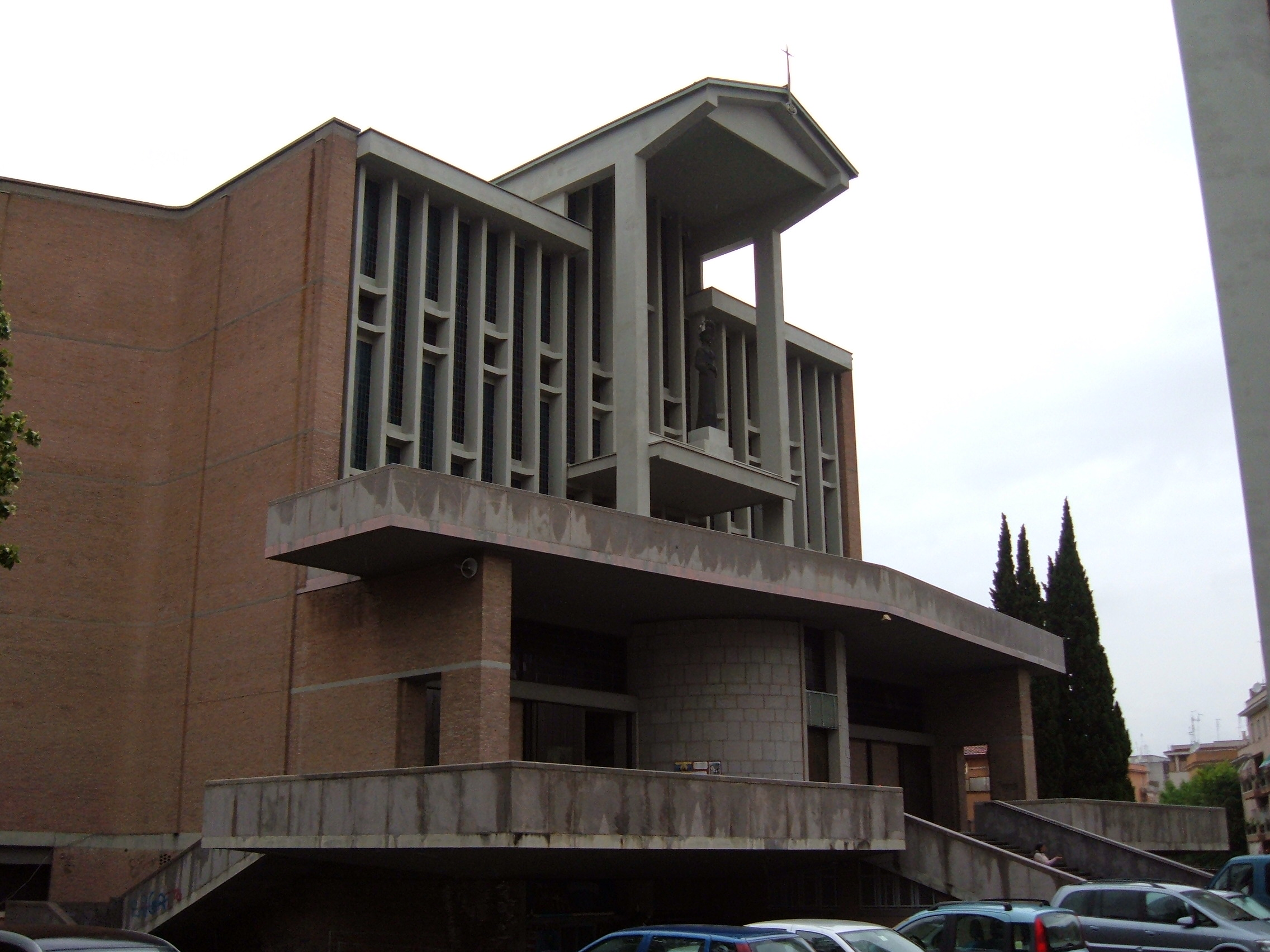
Außenansicht

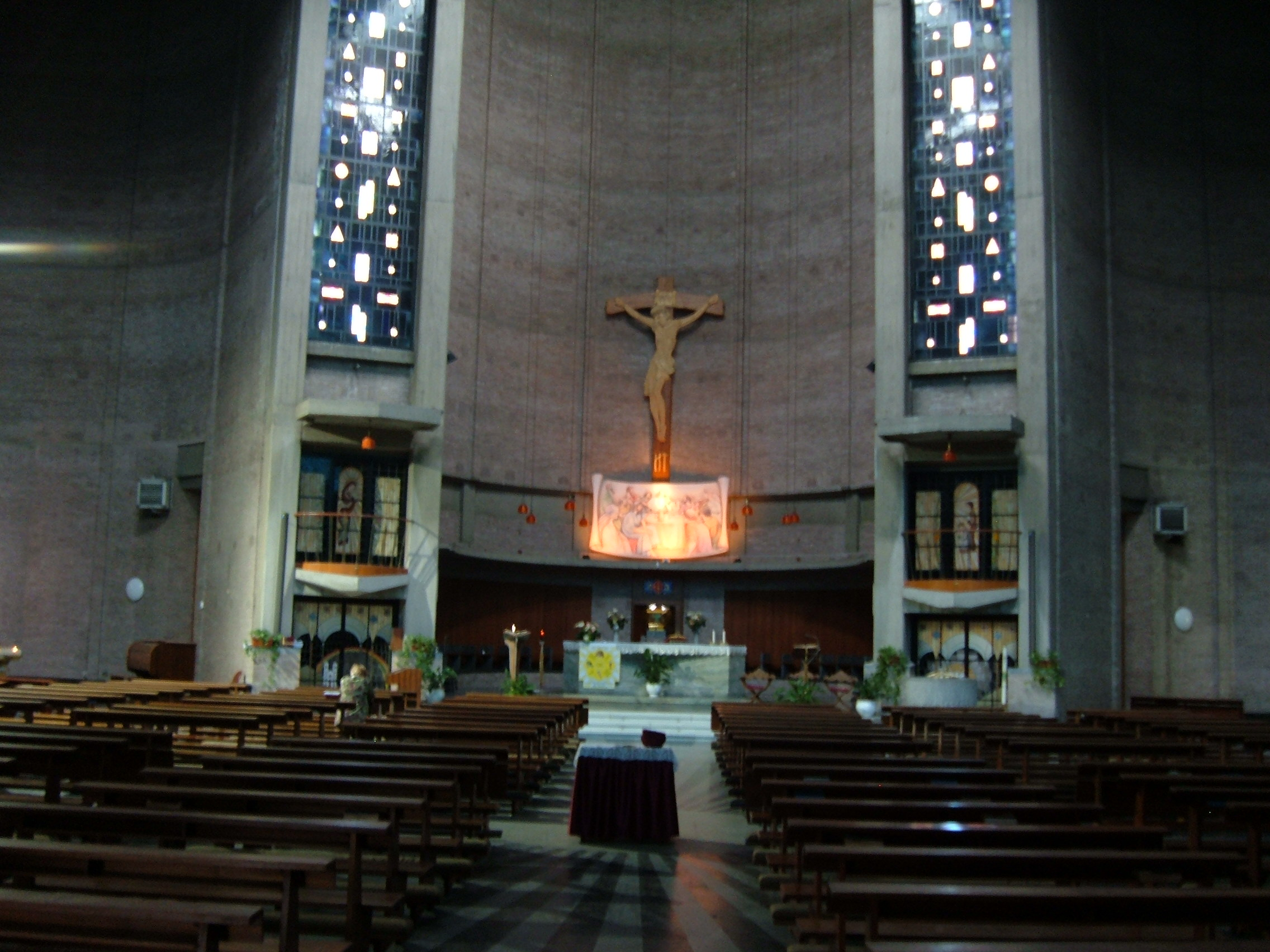
Innenraum

Nostra Signora de La Salette  ist eine Pfarr- und Titelkirche im römischen Quartier Gianicolense an der Piazza Madonna de La Salette. Die Kirche ist Unserer lieben Frau von La Salette gewidmet.

## Geschichte
Am 19. September 1846 erschien Maria in La Salette. 1852 wurde der Orden der Missionare Unserer lieben Frau von La Salette gegründet, welche 1896 ihr Generalat in Rom bauten. Anfang des 20. Jahrhunderts wurde eine Klosteranlage mit Kapelle errichtet. Am 18. Juni 1957 wurde durch Dekret von Kardinalvikar Clemente Micara die Pfarrei eingerichtet und den Missionare Unserer lieben Frau von La Salette zur Seelsorge anvertraut. Anfangs wurde für die Pfarrei die Kapelle genutzt. Die Kirche wurde zwischen 1957 und 1965 nach Entwürfen der Architekten Vivina Rizzi und Ennio Canino errichtet. 
Papst Paul VI. erhob sie am 29. April 1969 zur Titelkirche.

## Beschreibung
An der Außenseite führt eine breite Tieppe die zum Eingang. Über dem Eingang bedeckt ein Betonndach die Statue Unserer Lieben Frau von La Salette. Mit 52 Metern Höhe ist der Glockenturm einer der höchsten in Rom.
In der Apsis umrahmen dunkelblaue und weiße Glasfenster ein großes hölzernes Kruzifix.

## Kardinalpriester
Folgende Kardinäle waren bisher Titelträger dieser Kirche:
- Alfredo Vicente Scherer, Erzbischof von Porto Alegre, 28. April 1969 – 8. März 1996
- Polycarp Pengo, Erzbischof von Daressalam, seit 21. Februar 1998